# Wyścigowe Samochodowe Mistrzostwa Polski 1979
Sezon 1979 był dwudziestym trzecim sezonem Wyścigowych Samochodowych Mistrzostw Polski.
Sezon liczył pięć eliminacji, rozgrywane w Poznaniu (dwa razy), Kielcach (2 razy) i Toruniu. Punkty przyznawano według klucza 50-46-43-41-40-39-38-37-36-35 etc..

## Kategorie
Samochody były podzielone na następujące kategorie:
- Grupa I – seryjne samochody turystyczne, których produkcja w ciągu 12 miesięcy przekraczała pięć tysięcy egzemplarzy. Modyfikowanie tych samochodów pod kątem poprawy osiągów było niemal całkowicie zabronione. Ponadto w przypadku, jeżeli pojemność silnika przekraczała 1000 cm³, to samochód musiał być przynajmniej czteromiejscowy;
- Grupa II – specjalne samochody turystyczne, których produkcja w ciągu 12 miesięcy przekraczała dwa tysiące pięćset egzemplarzy. Dozwolony był duży zakres przeróbek pod kątem poprawy osiągów;
- Grupa III – seryjne samochody GT, których produkcja w ciągu 12 miesięcy przekraczała tysiąc egzemplarzy. Modyfikowanie tych samochodów pod kątem poprawy osiągów było niemal całkowicie zabronione. Samochód musiał być przynajmniej dwumiejscowy;
- Grupa IV – specjalne samochody GT, których produkcja w ciągu 24 miesięcy przekraczała czterysta egzemplarzy. Dozwolony był duży zakres przeróbek pod kątem poprawy osiągów;
- Grupa V – samochodowy wywodzące się z grup I–IV z modyfikacjami mogącymi znacznie przekraczać granice określone przepisami tych grup;
- Grupa VI – dwumiejscowe prototypy sportowe;
- Grupa VII – samochody wyścigowe formuły międzynarodowych (1, 2, 3);
- Grupa VIII – samochody wyścigowe formuły wolnej oraz formuła narodowych (Formuła Easter i Formuła Polonia).

Samochody były dodatkowo podzielone na następujące klasy:
- Klasa 1 – wyłącznie samochody Polski Fiat 126p;
- Klasa 2 – gr. II, poj. do 700 cm³;
- Klasa 3 – wyłącznie samochody Polski Fiat 125p i Polonez 1500;
- Klasa 4 – gr. IV, poj. do 2000 cm³;
- Klasa 6 – b.d.
- Klasa 7 – Formuła Polonia (napędzane silnikami Polskiego Fiata 125p 1,3);
- Klasa 8 – Formuła Easter.

## Zwycięzcy
| Data               | Tor    | Klasa   | Zwycięzca (kierowcy)  | Samochód               | Zwycięzca (zespoły)                |
| ------------------ | ------ | ------- | --------------------- | ---------------------- | ---------------------------------- |
| 11–12 maja         | Poznań | klasa 1 | Janusz Szerla         | Polski Fiat 126p       | OBR FSM - Automobilklub Beskidzki  |
| 11–12 maja         | Poznań | klasa 2 | S. Ścieszka           | Polski Fiat 126p       | Autoklub Rzemieślnik Warszawa      |
| 11–12 maja         | Poznań | klasa 3 | Krzysztof Różewski    | Polski Fiat 125p       | Automobilklub Wielkopolski         |
| 11–12 maja         | Poznań | klasa 4 | Błażej Krupa          | Renault 5 Alpine       | OKS Stomil Olsztyn                 |
| 11–12 maja         | Poznań | klasa 6 | Adam Polak            | Polonez 2500           | Automobilklub Warszawski           |
| 11–12 maja         | Poznań | klasa 7 | Ryszard Kopczyk       |                        | Automobilklub Wielkopolski         |
| 11–12 maja         | Poznań | klasa 8 | Marcin Biernacki      |                        | Automobilklub Warszawski           |
| 23–24 czerwca      | Kielce | klasa 1 | Włodzimierz Krukowski | Polski Fiat 126p       | Automobilklub Kielecki             |
| 23–24 czerwca      | Kielce | klasa 2 | Wiesław Cygan         | Polski Fiat 126p       | Automobilklub Mysłowicki           |
| 23–24 czerwca      | Kielce | klasa 3 | Barbara Stępkowska    |                        | Automobilklub Warszawski           |
| 23–24 czerwca      | Kielce | klasa 4 | Krzysztof Komornicki  |                        | Automobilklub Warszawski           |
| 23–24 czerwca      | Kielce | klasa 6 | Ryszard Kopczyk       | Porsche 911            | Automobilklub Wielkopolski         |
| 23–24 czerwca      | Kielce | klasa 7 | Andrzej Szulc         |                        | Automobilklub Morski               |
| 23–24 czerwca      | Kielce | klasa 8 | Marcin Biernacki      |                        | Automobilklub Warszawski           |
| 9 września         | Toruń  | klasa 1 | Janusz Szerla         | Polski Fiat 126p       | OBR FSM - Automobilklub Beskidzki  |
| 9 września         | Toruń  | klasa 2 | Janusz Szerla         | Polski Fiat 126p       | OBR FSM - Automobilklub Beskidzki  |
| 9 września         | Toruń  | klasa 3 | Adam Polak            | Polski Fiat 125p       | OBR FSO - Automobilklub Warszawski |
| 9 września         | Toruń  | klasa 4 | Krzysztof Komornicki  | Opel Kadett GTE        | Automobilklub Warszawski           |
| 9 września         | Toruń  | klasa 6 | Ryszard Kopczyk       | Porsche 911            | Automobilklub Wielkopolski         |
| 9 września         | Toruń  | klasa 7 | Andrzej Szulc         |                        | Automobilklub Morski               |
| 9 września         | Toruń  | klasa 8 | Marcin Biernacki      |                        | Automobilklub Warszawski           |
| 30 września        | Poznań | klasa 1 | Janusz Szerla         | Polski Fiat 126p       | OBR FSM - Automobilklub Beskidzki  |
| 30 września        | Poznań | klasa 2 | Janusz Szerla         | Polski Fiat 126p       | OBR FSM - Automobilklub Beskidzki  |
| 30 września        | Poznań | klasa 3 | Krzysztof Różewski    |                        | Automobilklub Wielkopolski         |
| 30 września        | Poznań | klasa 4 | Krzysztof Komornicki  |                        | Automobilklub Warszawski           |
| 30 września        | Poznań | klasa 6 | Ryszard Kopczyk       |                        | Automobilklub Wielkopolski         |
| 30 września        | Poznań | klasa 7 | Andrzej Szulc         |                        | Automobilklub Morski               |
| 30 września        | Poznań | klasa 8 | Aleksander Oczkowski  |                        | Automobilklub Śląski               |
| 12–14 października | Kielce | klasa 1 | Andrzej Lubiak        | Polski Fiat 126p       | OBR FSM - Automobilklub Beskidzki  |
| 12–14 października | Kielce | klasa 2 | Tomasz Barański       | Polski Fiat 126p       | Automobilklub Łódzki               |
| 12–14 października | Kielce | klasa 3 | Adam Polak            |                        | OBR FSO - Automobilklub Warszawski |
| 12–14 października | Kielce | klasa 4 | Lech Jaworowicz       | Opel Kadett GTE        | Automobilklub Warszawski           |
| 12–14 października | Kielce | klasa 6 | Marian Bublewicz      | Fiat 128 Coupé 3 porte | Automobilklub Warmińsko-Mazurski   |
| 12–14 października | Kielce | klasa 7 | Andrzej Szulc         |                        | Automobilklub Morski               |
| 12–14 października | Kielce | klasa 8 | Marcin Biernacki      |                        | Automobilklub Warszawski           |

## Mistrzowie
| Klasa   | Kierowca         | Samochód                       | Zespół                             |
| ------- | ---------------- | ------------------------------ | ---------------------------------- |
| klasa 1 | Janusz Szerla    | Polski Fiat 126p               | OBR FSM - Automobilklub Beskidzki  |
| klasa 2 | Janusz Szerla    | Polski Fiat 126p               | OBR FSM - Automobilklub Beskidzki  |
| klasa 3 | Adam Polak       | Polski Fiat 125p, Polonez 1500 | OBR FSO - Automobilklub Warszawski |
| klasa 4 | Lech Jaworowicz  | Opel Kadett GTE                | Automobilklub Warszawski           |
| klasa 6 | Ryszard Kopczyk  | Porsche 911                    | Automobilklub Wielkopolski         |
| klasa 7 | Andrzej Szulc    |                                | Automobilklub Toruński             |
| klasa 8 | Marcin Biernacki |                                | Automobilklub Warszawski           |